# 보조 날개

보조날개에 의한 동작 상태

보조 날개 또는 보조익은 고정익 항공기의 날개 가로 형태의 끝면에 붙어있는 조정면을 조정하는 것이다. 이것은 항공기의 롤을 조정하는 데 사용한다. 양쪽 보조익은 연결되어 한쪽이 아래를 향하면 다른쪽은 윗쪽을 향한다. 즉 아래를 향한 보조익은 날개 항력을 증가시키고 반대로 위를 향한 보조익은 항력을 감소시킨다.

## 같이 보기
- 승강키
- 방향키